# Sophronica camerunica
Sophronica camerunica là một loài bọ cánh cứng trong họ Cerambycidae.